# Georgetown (Texas)
Georgetown è una località degli Stati Uniti d'America, capoluogo della contea di Williamson, nello Stato del Texas.